# 装苑賞
装苑賞（そうえんしょう）は、新人デザイナーを対象とした公募のファッションコンテスト。1956年、女性向けファッション雑誌「装苑」創刊20周年を記念し、創設された。これまでにコシノジュンコ、高田賢三、山本寛斎、山本耀司など数多くの著名デザイナーを輩出した。新人ファッションデザイナーの登龍門といわれる。

## 応募規定
応募資格は、服飾デザインを職業としていない者。ただし、服飾デザインを本職としてから2年間は応募できる。その間に候補作品に入選した者は、さらに1年間応募できる期間が延びる。

## 審査
創設当時は年2回開催されていたが、1987年の第61回から年1回の開催となった。第4回までは審査は非公開で行われていたが現在は公開審査形式に。デザイン画の選考であるポートフォリオ審査（年3回公募）→作品製作→雑誌「装苑」誌上掲載発表を経て、40数点の候補作品を選出。実物作品の製作期間を経て、その作品の中から最終となる公開審査会で大賞にあたる「装苑賞」を決定。審査の形式は、候補者がそれぞれ3体製作し、1年間にわたって候補作品を選考してきた全審査員の中から、トップデザイナー(8名前後)が一堂に会し、厳正な審査が行われる。また2009年度の第84回から年2回の応募になった。

## 賞
- 装苑賞…賞状、トロフィー（三宅一生デザイン）と賞金、副賞として日本テレビ賞（第42回から）、KENZO賞（第43回から）、協賛各社からの賞品、パリの服飾学校に留学する特典が与えられる。

- 佳作1位、佳作2位…トロフィーと賞金、副賞として日本テレビ賞（第42回から）、協賛各社からの賞品などが与えられる。

- 細野久賞（第55回から）…賞状と賞金、副賞としてパリ往復航空券と賞品などが与えられる。特にクチュールに優れた作品に与えられる。

## 歴代受賞者
1950年代
- 第1回（1957） 佐藤昌彦
- 第2回（1958） 伊藤幸雄
- 第3回（1958） 貝淵悦子
- 第4回（1959） 入江豊
- 第5回（1959） 仁田敬也

1960年代
- 第6回（1960） 安東尚子
- 第7回（1960） 小篠順子（コシノジュンコ）
- 第8回（1961） 高田賢三
- 第9回（1961） 鹿間弘次
- 第10回（1961） 真島紀代子
- 第11回（1962） 佐々木重
- 第12回（1962） 佐藤賢司
- 第13回（1963） 川上繁三郎
- 第14回（1963） 永井賢次
- 第15回（1964） 末田富子
- 第16回（1964） 中村常子

- 第17回（1965） 中山保子
- 第18回（1965） 渡辺信泰
- 第19回（1966） 藤崎俊子
- 第20回（1966） 横川勝典
- 第21回（1967） 山本寛斎
- 第22回（1967） 山県清臣
- 第23回（1968） 小南館浩
- 第24回（1968） 熊谷登喜夫
- 第25回（1969） 山本耀司
- 第26回（1969） 田中三郎

1970年代
- 第27回（1970） 白川明
- 第28回（1970） 河野みどり
- 第29回（1971） 宇喜多正平
- 第30回（1971） 川崎末雄
- 第31回（1972） 辻村昭造
- 第32回（1972） 蜂矢健二
- 第33回（1973） 加藤徹
- 第34回（1973） 吉羽恒夫
- 第35回（1974） 永山美津子
- 第36回（1974） （受賞該当者なし）

- 第37回（1975） 出本正彦
- 第38回（1975） 羽根久美子
- 第39回（1976） 西秀通
- 第40回（1976） 高井真理子
- 第41回（1977） 藤谷弘照
- 第42回（1977） 黄国栄・佐川純子
- 第43回（1978） ささきつとむ
- 第44回（1978） 丹愛
- 第45回（1979） 加藤明実
- 第46回（1979） 堀口尚愛

1980年代
- 第47回（1980） 森タカユキ
- 第48回（1980） 阿部兼章
- 第49回（1981） 宮里美紗子
- 第50回（1981） 石川ヨシオ
- 第51回（1982） 佐藤恵美子
- 第52回（1982） 津村耕佑
- 第53回（1983） 中村とも子
- 第54回（1983） 近藤喜久
- 第55回（1984） 田原英明

- 第56回（1984） 岩男雅文
- 第57回（1985） 西鷹ヒデアキ
- 第58回（1985） カンノ泰明
- 第59回（1986） 徳永俊一
- 第60回（1986） 伊藤昇
- 第61回（1987） 浜井弘治
- 第62回（1988） 中村順
- 第63回（1989） 佐藤里恵

1990年代
- 第64回（1990） 本間游
- 第65回（1991） 准田明子
- 第66回（1992） 木原知美
- 第67回（1993） 岡本憲二
- 第68回（1994） 高橋玲
- 第69回（1995） （受賞該当者なし） 佳作一位が二名
- 第70回（1996） 町田靖之
- 第71回（1997） 市川栄治
- 第72回（1998） 佐藤功
- 第73回（1999） 野口裕也

2000年代
- 第74回（2000） 中畑満博
- 第75回（2001） 志茂資士
- 第76回（2002） 高村宗範
- 第77回（2003） 岡崎将人
- 第78回（2004） 山口真依子
- 第79回（2005） 太田和義
- 第80回（2006） 田中太
- 第81回（2007） 中島佳奈子
- 第82回（2008） 中山絢
- 第83回（2009） 高橋悠介

2010年代
- 第84回（2010） 西角真美
- 第85回（2011） 明石祥吾
- 第86回（2012） 玉田達也
- 第87回（2013） 桑原啓
- 第88回（2014） 大橋聖平
- 第89回（2015） ケイツボミ
- 第90回（2016） 山田知佳
- 第91回（2017） アピチャート・ナランシャー
- 第92回（2018） 南方一
- 第93回（2019） ソン・セイ
- 第94回（2020） 岡本尚美
- 第94回（2021） 長谷川里紗
- 第95回（2022） 大下彩楓
- 第96回（2023） 上村英太郎
- 第97回（2024） 岩野蓮祐